# România la Jocurile Olimpice de vară din 2012
România a participat la Jocurile Olimpice de vară din 2012 din Londra, Regatul Unit în perioada 27 iulie - 12 august 2012, cu o delegație de 105 sportivi care a concurat la 15 sporturi. România a obținut două medalii de aur (Alin Moldoveanu, Sandra Izbașa), patru medalii de argint (Alina Dumitru, Corina Căprioriu, Roxana Cocoș, Rareș Dumitrescu, Tiberiu Dolniceanu, Florin Zalomir, Alexandru Sirițeanu) și două de bronz (Cătălina Ponor, Diana Bulimar, Diana Maria Chelaru, Larisa Iordache, Răzvan Martin, Sandra Izbașa). Portdrapelele au fost Horia Tecău și Sandra Izbașa.
România a părăsit Londra inițial cu un total de 9 medalii (2 de aur, 5 de argint și 2 de bronz), depășind cu una medaliile câștigate la Beijing. Pe baza clasamentului la medaliile de aur, această performanță a fost considerată cea mai slabă de la Jocurile Olimpice din 1964. Trei dintre medalii au fost acordate echipei de gimnastică artistică, două la judo, două la haltere (retrase mai târziu) și câte una la scrimă și tir. România nu a câștigat o medalie olimpică la canotaj pentru prima dată din 1976 și la atletism pentru prima dată din 1980. La 25 noiembrie 2020 Comitetul Olimpic Internațional a descalificat doi halterofili români Răzvan Martin și Roxana Cocoș pentru dopaj și medaliile le-au fost retrase.

## Medaliați
| Medalie | Nume                                                                           | Sport      | Probă                     | Dată     |
| ------- | ------------------------------------------------------------------------------ | ---------- | ------------------------- | -------- |
| Aur     | Alin Moldoveanu                                                                | Tir        | Pușcă aer comprimat, 10 m | 30 iulie |
| Aur     | Sandra Izbașa                                                                  | Gimnastică | Sărituri                  | 5 august |
| Argint  | Alina Dumitru                                                                  | Judo       | 48 kg                     | 28 iulie |
| Argint  | Corina Căprioriu                                                               | Judo       | 57 kg                     | 30 iulie |
| Argint  | Rareș Dumitrescu Tiberiu Dolniceanu Florin Zalomir Alexandru Sirițeanu         | Scrimă     | Sabie pe echipe           | 3 august |
| Argint  | Cătălina Ponor                                                                 | Gimnastică | Sol                       | 7 august |
| Bronz   | Diana Bulimar Diana Maria Chelaru Larisa Iordache Sandra Izbașa Cătălina Ponor | Gimnastică | Echipa                    | 31 iulie |

| Sport      |   |   |   | Total |
| Gimnastică | 1 | 1 | 1 | 3     |
| Judo       | 0 | 2 | 0 | 2     |
| Scrimă     | 0 | 1 | 0 | 1     |
| Tir        | 1 | 0 | 0 | 1     |
| Total      | 2 | 4 | 1 | 7     |

## Sportivi
| Sport         | Bărbați | Femei | Total |
| ------------- | ------- | ----- | ----- |
| Atletism      | 2       | 15    | 17    |
| Box           | 1       | 1     | 2     |
| Caiac canoe   | 9       | 2     | 11    |
| Canotaj       | 4       | 11    | 15    |
| Ciclism       | 1       | 0     | 1     |
| Gimnastică    | 5       | 5     | 10    |
| Haltere       | 3       | 1     | 4     |
| Judo          | 3       | 3     | 6     |
| Lupte         | 2       | 0     | 2     |
| Natație       | 3       | 1     | 4     |
| Polo          | 13      | 0     | 13    |
| Scrimă        | 5       | 5     | 10    |
| Tenis de câmp | 2       | 3     | 5     |
| Tenis de masă | 1       | 2     | 3     |
| Tir           | 1       | 1     | 2     |
| Total         | 54      | 49    | 105   |

| Medalii după dată | Medalii după dată | Medalii după dată | Medalii după dată | Medalii după dată | Medalii după dată | Medalii după dată |
| ----------------- | ----------------- | ----------------- | ----------------- | ----------------- | ----------------- | ----------------- |
| Ziua              | Data              |                   |                   |                   | Total             |                   |
| 1                 | 28 iulie          | 0                 | 1                 | 0                 | 1                 |                   |
| 2                 | 29 iulie          | 0                 | 0                 | 0                 | 0                 |                   |
| 3                 | 30 iulie          | 1                 | 1                 | 0                 | 2                 |                   |
| 4                 | 31 iulie          | 0                 | 0                 | 1                 | 1                 |                   |
| 5                 | 1 august          | 0                 | 0                 | 0                 | 0                 |                   |
| 6                 | 2 august          | 0                 | 0                 | 0                 | 0                 |                   |
| 7                 | 3 august          | 0                 | 1                 | 0                 | 1                 |                   |
| 8                 | 4 august          | 0                 | 0                 | 0                 | 0                 |                   |
| 9                 | 5 august          | 1                 | 0                 | 0                 | 1                 |                   |
| 10                | 6 august          | 0                 | 0                 | 0                 | 0                 |                   |
| 11                | 7 august          | 0                 | 1                 | 0                 | 1                 |                   |
| 12                | 8 august          | 0                 | 0                 | 0                 | 0                 |                   |
| 13                | 9 august          | 0                 | 0                 | 0                 | 0                 |                   |
| 14                | 10 august         | 0                 | 0                 | 0                 | 0                 |                   |
| 15                | 11 august         | 0                 | 0                 | 0                 | 0                 |                   |
| 16                | 12 august         | 0                 | 0                 | 0                 | 0                 |                   |
| Total             | Total             | 2                 | 4                 | 1                 | 7                 |                   |

## Atletism
Sportivii români s-au calificat la următoarele probe sportive de atletism:
Masculin
Probe pe șosea și pistă
| Atlet           | Probă      | Preliminare | Preliminare | Sfert de finală | Sfert de finală | Semifinală | Semifinală | Finală     | Finală |
| Atlet           | Probă      | Rezultat    | Loc         | Rezultat        | Loc             | Rezultat   | Loc        | Rezultat   | Loc    |
| --------------- | ---------- | ----------- | ----------- | --------------- | --------------- | ---------- | ---------- | ---------- | ------ |
| Marius Cocioran | 50 km marș | N/A         | N/A         | N/A             | N/A             | N/A        | N/A        | 3:57:52 RP | 36     |
| Marius Ionescu  | Maraton    | N/A         | N/A         | N/A             | N/A             | N/A        | N/A        | 2:16:28    | 26     |

Feminin
Probe pe șosea și pistă
| Atletă            | Probă            | Preliminare | Preliminare | Sfert de finală | Sfert de finală | Semifinală   | Semifinală   | Finală       | Finală       |
| Atletă            | Probă            | Rezultat    | Loc         | Rezultat        | Loc             | Rezultat     | Loc          | Rezultat     | Loc          |
| ----------------- | ---------------- | ----------- | ----------- | --------------- | --------------- | ------------ | ------------ | ------------ | ------------ |
| Andreea Ogrăzeanu | 100 m            | PAS         | PAS         | 11,44           | 5               | Nu a avansat | Nu a avansat | Nu a avansat | Nu a avansat |
| Andreea Ogrăzeanu | 200 m            | N/A         | N/A         | 23,46           | 6               | Nu a avansat | Nu a avansat | Nu a avansat | Nu a avansat |
| Bianca Răzor      | 400 m            | N/A         | N/A         | 52,83           | 5               | Nu a avansat | Nu a avansat | Nu a avansat | Nu a avansat |
| Mirela Lavric     | 800 m            | N/A         | N/A         | 2:01,65         | 4 C             | 2:00,46      | 6            | Nu a avansat | Nu a avansat |
| Roxana Bîrcă      | 5000 m           | 16:01,04    | 18          | N/A             | N/A             | N/A          | N/A          | Nu a avansat | Nu a avansat |
| Constantina Diță  | Maraton          | N/A         | N/A         | N/A             | N/A             | N/A          | N/A          | 2:41:34      | 83           |
| Lidia Șimon       | Maraton          | N/A         | N/A         | N/A             | N/A             | N/A          | N/A          | 2:32:46 RS   | 44           |
| Angela Moroșanu   | 400 m garduri    | N/A         | N/A         | 56,64           | 5               | Nu a avansat | Nu a avansat | Nu a avansat | Nu a avansat |
| Ancuța Bobocel    | 3000 m obstacole | 9:31,06     | 5           | N/A             | N/A             | N/A          | N/A          | Nu a avansat | Nu a avansat |
| Cristina Casandra | 3000 m obstacole | 9:58,83     | 11          | N/A             | N/A             | N/A          | N/A          | Nu a avansat | Nu a avansat |
| Claudia Ștef      | 20 km marș       | N/A         | N/A         | N/A             | N/A             | N/A          | N/A          | 1:33:56      | 35           |

Probe pe teren
| Atletă         | Probă                | Calificare | Calificare | Finală       | Finală       |
| Atletă         | Probă                | Distanță   | Loc        | Distanță     | Loc          |
| -------------- | -------------------- | ---------- | ---------- | ------------ | ------------ |
| Esthera Petre  | Săritură în înălțime | 1,85       | =19        | Nu a avansat | Nu a avansat |
| Viorica Țigău  | Săritură în lungime  | 6,21       | 20         | Nu a avansat | Nu a avansat |
| Cristina Bujin | Triplusalt           | FR         | -          | Nu a avansat | Nu a avansat |
| Nicoleta Grasu | Aruncarea discului   | 61,86 RS   | 13         | Nu a avansat | Nu a avansat |
| Bianca Perie   | Aruncarea ciocanului | 68,34      | 17         | Nu a avansat | Nu a avansat |

## Box
România a avut doi sportivi calificați la următoarele categorii de box:
Masculin
| Sportiv         | Categorie | Primul meci       | Șaisprezecime       | Sfert de finală   | Semifinală        | Finală            | Loc |
| Sportiv         | Categorie | Adversar Rezultat | Adversar Rezultat   | Adversar Rezultat | Adversar Rezultat | Adversar Rezultat | Loc |
| --------------- | --------- | ----------------- | ------------------- | ----------------- | ----------------- | ----------------- | --- |
| Bogdan Juratoni | 75 kg     | PAS               | Atoev (UZB) P 10-12 | Nu a avansat      | Nu a avansat      | Nu a avansat      | =8  |

Feminin
| Sportivă        | Categorie | Șaisprezecime      | Sfert de finală   | Semifinală        | Finală            | Loc |
| Sportivă        | Categorie | Adversar Rezultat  | Adversar Rezultat | Adversar Rezultat | Adversar Rezultat | Loc |
| --------------- | --------- | ------------------ | ----------------- | ----------------- | ----------------- | --- |
| Mihaela Lăcătuș | 60 kg     | Cheng (CHN) P 5-10 | Nu a avansat      | Nu a avansat      | Nu a avansat      | =9  |

## Caiac canoe

### Sprint
România are echipaje calificate la următoarele categorii:
Masculin
| Sportiv                                                | Categorie  | Preliminare | Preliminare | Semifinală | Semifinală | Finală B | Finală B | Finală A | Finală A | Loc |
| Sportiv                                                | Categorie  | Timp        | Loc         | Timp       | Loc        | Timp     | Loc      | Timp     | Loc      | Loc |
| ------------------------------------------------------ | ---------- | ----------- | ----------- | ---------- | ---------- | -------- | -------- | -------- | -------- | --- |
| Ionuț Mitrea Bogdan Mada                               | K-2 200 m  | 33,978      | 5 C         | 34,253     | 5 C        | 46,495   | 5        | N/A      | N/A      | 13  |
| Ionel Gavrilă Toni Ioneticu Traian Neagu Ștefan Vasile | K-4 1000 m | 3:12,371    | 4 C         | 2:55,027   | 5 C        | N/A      | N/A      | 2:58,223 | 8        | 8   |
| Iosif Chirilă                                          | C-1 1000 m | 4:05,863    | 1 C         | 4:07,794   | 6 C        | 3:59,730 | 3        | N/A      | N/A      | 11  |
| Liviu Dumitrescu Victor Mihalachi                      | C-2 1000 m | 3:43,787    | 4 C         | 3:36,551   | 3 C        | N/A      | N/A      | 3:43,005 | 7        | 7   |

Feminin
| Sportivă                   | Categorie | Preliminare | Preliminare | Semifinală | Semifinală | Finală B | Finală B | Finală A | Finală A | Loc |
| Sportivă                   | Categorie | Timp        | Loc         | Timp       | Loc        | Timp     | Loc      | Timp     | Loc      | Loc |
| -------------------------- | --------- | ----------- | ----------- | ---------- | ---------- | -------- | -------- | -------- | -------- | --- |
| Iuliana Paleu Irina Lauric | K-2 500 m | 1:46,001    | 3 C         | 1:49,216   | 8 C        | 1:52,468 | 8        | N/A      | N/A      | 16  |

## Canotaj
România a avut bărci calificate la următoarele categorii:
Masculin
| Sportiv                                                      | Probă              | Calificare | Calificare | Recalificări | Recalificări | Semifinală | Semifinală | Finală B | Finală B | Finală A | Finală A | Loc |
| Sportiv                                                      | Probă              | Timp       | Loc        | Timp         | Loc          | Timp       | Loc        | Timp     | Loc      | Timp     | Loc      | Loc |
| ------------------------------------------------------------ | ------------------ | ---------- | ---------- | ------------ | ------------ | ---------- | ---------- | -------- | -------- | -------- | -------- | --- |
| Marius Cozmiuc George Palamariu Cristi Pîrghie Florin Curuea | Patru fără cârmaci | 5:52,87    | 2 C        | N/A          | N/A          | 6:12,74    | 6 C        | 6:16,20  | 6        | N/A      | N/A      | 12  |

Feminin
| Sportivă | Probă                | Calificare | Calificare | Recalificări | Recalificări | Finală B | Finală B | Finală A | Finală A | Loc |
| Sportivă | Probă                | Timp       | Loc        | Timp         | Loc          | Timp     | Loc      | Timp     | Loc      | Loc |
| --- | -------------------- | ---------- | ---------- | ------------ | ------------ | -------- | -------- | -------- | -------- | --- |
| Georgeta Andrunache Viorica Susanu | Perechi fără cârmaci | 7:05,39    | 3 R        | 7:08,42      | 1 C          | N/A      | N/A      | 7:37,67  | 5        | 5   |
| Roxana Cogianu Nicoleta Albu Cristina Grigoraș Irina Dorneanu Camelia Lupașcu Enikő Mironcic Adelina Cojocariu Ioana Rotaru Teodora Gîdoiu (cârmaci) | Opt plus cârmaci     | 6:16,61    | 2 R        | 6:16,16      | 2 C          | N/A      | N/A      | 6:17,64  | 4        | 4   |

## Ciclism
România a avut un ciclist calificat:
| Sportiv        | Probă          | Timp | Loc |
| -------------- | -------------- | ---- | --- |
| Andrei Nechita | Cursă pe șosea | NT   | -   |

## Gimnastică

### Artistică

#### Masculin
Echipe
| Sportiv         | Probă  | Calificări | Calificări | Calificări | Calificări | Calificări | Calificări | Calificări | Calificări | Finală        | Finală        | Finală        | Finală        | Finală        | Finală        | Finală        | Finală        |
| Sportiv         | Probă  | Aparate    | Aparate    | Aparate    | Aparate    | Aparate    | Aparate    | Total      | Loc        | Aparate       | Aparate       | Aparate       | Aparate       | Aparate       | Aparate       | Total         | Loc           |
| Sportiv         | Probă  | Sol        | Cal        | Inele      | Sărituri   | Paralele   | Bară       | Total      | Loc        | Sol           | Cal           | Inele         | Sărituri      | Paralele      | Bară          | Total         | Loc           |
| --------------- | ------ | ---------- | ---------- | ---------- | ---------- | ---------- | ---------- | ---------- | ---------- | ------------- | ------------- | ------------- | ------------- | ------------- | ------------- | ------------- | ------------- |
| Cristian Bățagă | Echipe | 14,666     | 12,700     | 14,833     | 15,766     | N/A        | N/A        | N/A        | N/A        | Nu au avansat | Nu au avansat | Nu au avansat | Nu au avansat | Nu au avansat | Nu au avansat | Nu au avansat | Nu au avansat |
| Marius Berbecar | Echipe | N/A        | 12,733     | 14,466     | 15,433     | 15,233     | 13,700     | N/A        | N/A        | Nu au avansat | Nu au avansat | Nu au avansat | Nu au avansat | Nu au avansat | Nu au avansat | Nu au avansat | Nu au avansat |
| Ovidiu Buidoso  | Echipe | 14,366     | 13,766     | N/A        | N/A        | 14,733     | 14,066     | N/A        | N/A        | Nu au avansat | Nu au avansat | Nu au avansat | Nu au avansat | Nu au avansat | Nu au avansat | Nu au avansat | Nu au avansat |
| Vlad Cotuna     | Echipe | 15,016     | N/A        | 14,400     | 15,500     | 14,866     | 13,491     | N/A        | N/A        | Nu au avansat | Nu au avansat | Nu au avansat | Nu au avansat | Nu au avansat | Nu au avansat | Nu au avansat | Nu au avansat |
| Flavius Koczi   | Echipe | 15,666 C   | 13,400     | 14,600     | 16,066 C   | 13,500     | 12,633     | 85,865     | 25 C       | Nu au avansat | Nu au avansat | Nu au avansat | Nu au avansat | Nu au avansat | Nu au avansat | Nu au avansat | Nu au avansat |
| Total           | Echipe | 45,348     | 39,899     | 43,899     | 47,332     | 44,832     | 41,257     | 262,567    | 10         | Nu au avansat | Nu au avansat | Nu au avansat | Nu au avansat | Nu au avansat | Nu au avansat | Nu au avansat | Nu au avansat |

Finale individuale
| Sportivă      | Probă    | Aparate         | Aparate         | Aparate         | Aparate         | Aparate         | Aparate         | Total           | Loc             |
| Sportivă      | Probă    | Sol             | Cal             | Inele           | Sărituri        | Paralele        | Bară            | Total           | Loc             |
| ------------- | -------- | --------------- | --------------- | --------------- | --------------- | --------------- | --------------- | --------------- | --------------- |
| Flavius Koczi | Compus   | Nu a participat | Nu a participat | Nu a participat | Nu a participat | Nu a participat | Nu a participat | Nu a participat | Nu a participat |
| Flavius Koczi | Sol      | 15,100          | N/A             | N/A             | N/A             | N/A             | N/A             | 15,100          | 7               |
| Flavius Koczi | Sărituri | N/A             | N/A             | N/A             | 15,633          | N/A             | N/A             | 15,633          | 7               |

#### Feminin

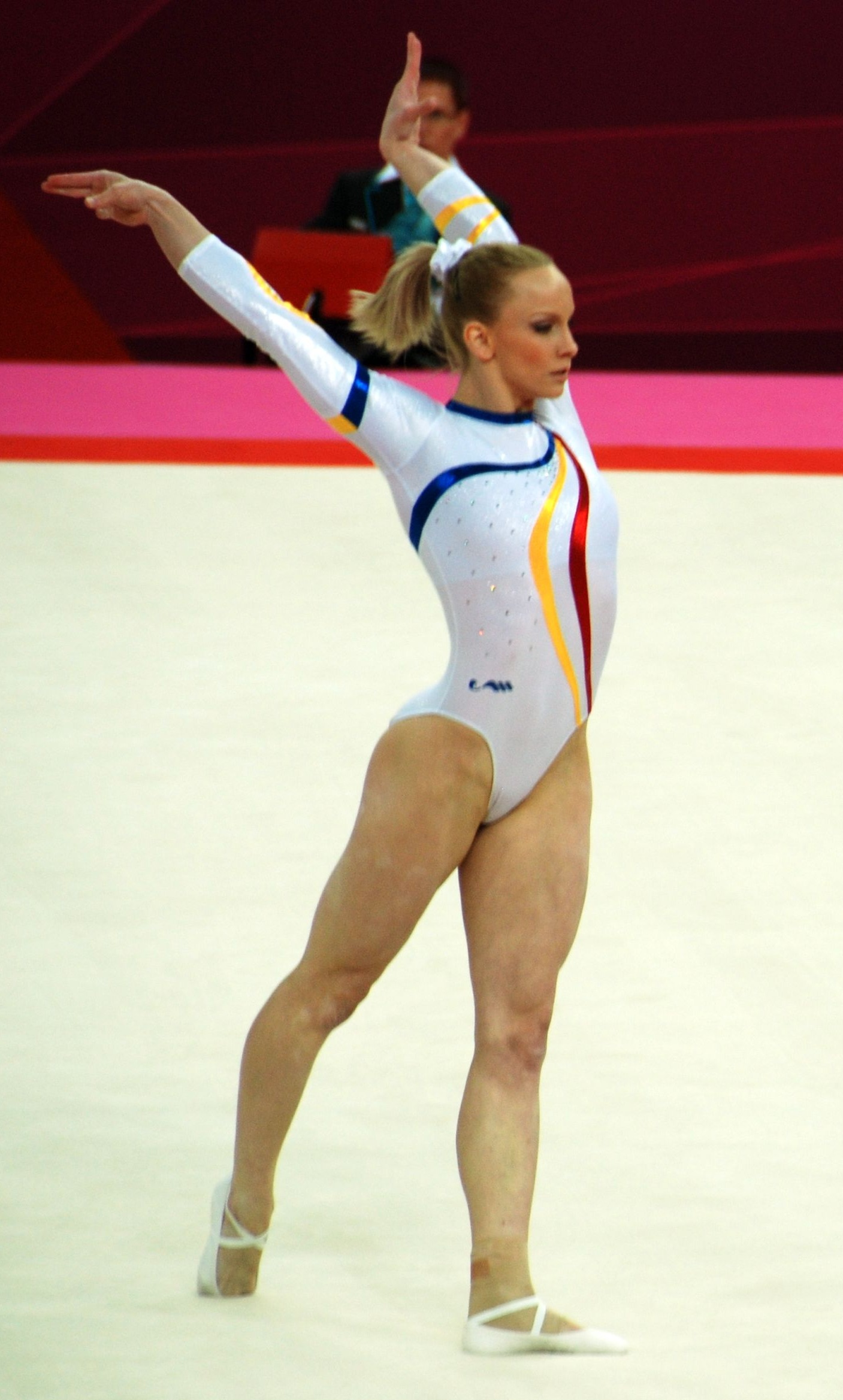
Sandra Izbașa

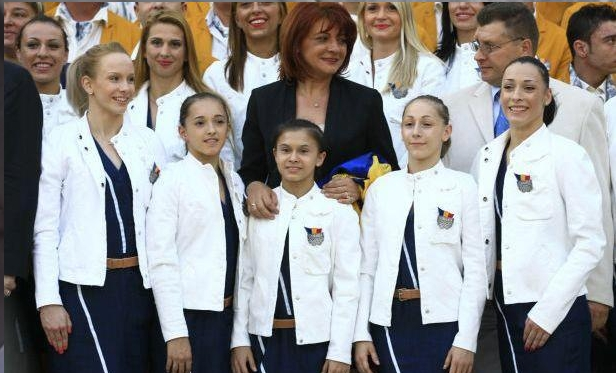
Echipa feminină de gimnastică a României

Echipe
| Atlet                                                                          | Probă             | Aparate | Aparate  | Aparate  | Aparate | Calificări | Calificări | Aparate      | Aparate      | Aparate      | Aparate      | Finală       | Finală       |
| Atlet                                                                          | Probă             | Sol     | Sărituri | Paralele | Bârnă   | Total      | Loc        | Sol          | Sărituri     | Paralele     | Bârnă        | Total        | Loc          |
| ------------------------------------------------------------------------------ | ----------------- | ------- | -------- | -------- | ------- | ---------- | ---------- | ------------ | ------------ | ------------ | ------------ | ------------ | ------------ |
| Diana Bulimar                                                                  | Individual compus | N/A     | N/A      | 14,000   | 14,866  | 28,866     | N/A        | Nu a avansat | Nu a avansat | Nu a avansat | Nu a avansat | Nu a avansat | Nu a avansat |
| Diana Maria Chelaru                                                            | Individual compus | 14,333  | 14,666   | 13,733   | N/A     | 42,732     | N/A        | Nu a avansat | Nu a avansat | Nu a avansat | Nu a avansat | Nu a avansat | Nu a avansat |
| Larisa Iordache                                                                | Individual compus | 13,800  | 15,100   | 14,100   | 14,800  | 57,800     | 9 C        | 13,833       | 14,933       | 14,233       | 14,966       | 57,965       | 9            |
| Sandra Izbașa                                                                  | Individual compus | 15,066  | 15,500   | 12,366   | 14,600  | 57,532     | 11 C       | 15,200       | 15,333       | 13,900       | 14,400       | 58,833       | 5            |
| Cătălina Ponor                                                                 | Individual compus | 14,600  | 15,133   | N/A      | 15,033  | 44,766     | N/A        | Nu a avansat | Nu a avansat | Nu a avansat | Nu a avansat | Nu a avansat | Nu a avansat |
| Diana Bulimar Diana Maria Chelaru Larisa Iordache Sandra Izbașa Cătălina Ponor | Echipe compus     | 43,999  | 45,733   | 41,833   | 44,699  | 176,264    | 4 C        | 44,700       | 45,000       | 41,465       | 45,249       | 176,414      | 3            |

Finale individuale
| Sportivă        | Probă    | Aparate | Aparate  | Aparate  | Aparate | Total  | Loc |
| Sportivă        | Probă    | Sol     | Sărituri | Paralele | Bârnă   | Total  | Loc |
| --------------- | -------- | ------- | -------- | -------- | ------- | ------ | --- |
| Larisa Iordache | Compus   | 13,833  | 14,933   | 14,233   | 14,966  | 57,965 | 9   |
| Larisa Iordache | Bârnă    | N/A     | N/A      | N/A      | 14,200  | 14,200 | 6   |
| Sandra Izbașa   | Compus   | 15,200  | 15,333   | 13,900   | 14,400  | 58,833 | 5   |
| Sandra Izbașa   | Sol      | 13,333  | N/A      | N/A      | N/A     | 13,333 | 8   |
| Sandra Izbașa   | Sărituri | N/A     | 15,191   | N/A      | N/A     | 15,191 | 1   |
| Cătălina Ponor  | Sol      | 15,200  | N/A      | N/A      | N/A     | 15,200 | 2   |
| Cătălina Ponor  | Bârnă    | N/A     | N/A      | N/A      | 15,066  | 15,066 | 4   |

## Haltere
România a calificat 4 sportivi la probele olimpice de haltere. Florin Croitoru a fost descalificat pentru dopaj. La 25 noiembrie 2020 Comitetul Olimpic Internațional a descalificat doi halterofili români Răzvan Martin și Roxana Cocoș pentru dopaj și medaliile le-au fost retrase. Pe 23 noiembrie 2020 Gabriel Sîncrăian a fost decalificat.
| Sportiv           | Probă           | Smuls    | Smuls | Aruncat  | Aruncat | Total | Loc |
| Sportiv           | Probă           | Rezultat | Loc   | Rezultat | Loc     | Total | Loc |
| ----------------- | --------------- | -------- | ----- | -------- | ------- | ----- | --- |
| Florin Croitoru   | Masculin, 56 kg | 121      | 8     | 147      | 9       | 268   | 9   |
| Răzvan Martin     | Masculin, 69 kg | 152      | 2     | 180      | 3       | 332   | 3   |
| Gabriel Sîncrăian | Masculin, 85 kg | 167      | NT    | –        | –       | –     | NT  |
| Roxana Cocoș      | Feminin, 69 kg  | 113      | 4     | 143      | 2       | 256   | 2   |

## Judo
România a calificat 6 judoka.
Masculin
| Sportiv           | Probă   | Runda 1                        | Runda 2                  | Sfert de finală   | Semifinală        | Finală            | Loc |
| Sportiv           | Probă   | Adversar Rezultat              | Adversar Rezultat        | Adversar Rezultat | Adversar Rezultat | Adversar Rezultat | Loc |
| ----------------- | ------- | ------------------------------ | ------------------------ | ----------------- | ----------------- | ----------------- | --- |
| Dan Fâșie         | 66 kg   | David (FRA) P 0000-1000        | Nu a avansat             | Nu a avansat      | Nu a avansat      | Nu a avansat      | =17 |
| Daniel Brata      | 100 kg  | Zhorzholiani (GEO) P 0013-0102 | Nu a avansat             | Nu a avansat      | Nu a avansat      | Nu a avansat      | =17 |
| Vlăduț Simionescu | +100 kg | Krakovetskii (KGZ) C 1001-0001 | Tölzer (GER) P 0004-1001 | Nu a avansat      | Nu a avansat      | Nu a avansat      | =9  |

Feminin
| Sportivă         | Probă | Runda 1                  | Runda 2                   | Sfert de finală               | Semifinală               | Finală                      | Loc |
| Sportivă         | Probă | Adversar Rezultat        | Adversar Rezultat         | Adversar Rezultat             | Adversar Rezultat        | Adversar Rezultat           | Loc |
| ---------------- | ----- | ------------------------ | ------------------------- | ----------------------------- | ------------------------ | --------------------------- | --- |
| Alina Dumitru    | 48 kg | N/A                      | Alvarez (CUB) C 1000-0000 | Munkhbat (MGL) C 0011-0001    | Fukumi (JPN) C 0102-0011 | Menezes (BRA) P 0000-0011   | 2   |
| Andreea Chițu    | 52 kg | Soraya (ALG) C 0100-0000 | Ilse (BEL) P 0000-0010    | Nu a avansat                  | Nu a avansat             | Nu a avansat                | =9  |
| Corina Căprioriu | 57 kg | Wang (CHN) C 0102-0000   | Raguib (DJI) C 0100-0000  | Karakas (HUN) C 0000-0000 YUS | Malloy (USA) C 0100-0000 | Matsumoto (JPN) P 0000-1001 | 2   |

## Lupte
Masculin stil liber
| Sportiv        | Categorie | Calificări        | Runda 1              | Sferturi de finală | Semifinală        | Finală            | Loc |
| Sportiv        | Categorie | Adversar Rezultat | Adversar Rezultat    | Adversar Rezultat  | Adversar Rezultat | Adversar Rezultat | Loc |
| -------------- | --------- | ----------------- | -------------------- | ------------------ | ----------------- | ----------------- | --- |
| Rareș Chintoan | 120 kg    | N/A               | Șabanbai (KAZ) P 1-3 | Nu a avansat       | Nu a avansat      | Nu a avansat      | 8   |

Masculin stil greco-roman
| Sportiv     | Categorie | Calificări        | Runda 1           | Sferturi de finală | Semifinale        | Finală            | Loc |
| Sportiv     | Categorie | Adversar Rezultat | Adversar Rezultat | Adversar Rezultat  | Adversar Rezultat | Adversar Rezultat | Loc |
| ----------- | --------- | ----------------- | ----------------- | ------------------ | ----------------- | ----------------- | --- |
| Alin Alexuc | 96 kg     | Guri (BUL) P 0-3  | Nu a avansat      | Nu a avansat       | Nu a avansat      | Nu a avansat      | 17  |

## Natație
România a calificat următorii înotători:
Masculin
| Sportiv           | Probă         | Calificări | Calificări | Semifinale   | Semifinale   | Finală       | Loc |
| Sportiv           | Probă         | Timp       | Loc        | Timp         | Loc          | Timp         | Loc |
| ----------------- | ------------- | ---------- | ---------- | ------------ | ------------ | ------------ | --- |
| Norbert Trandafir | 50 m liber    | 22,22 RN   | 5 C        | 22,30        | 8            | Nu a avansat | 16  |
| Norbert Trandafir | 100 m liber   | 49,02      | 1          | Nu a avansat | Nu a avansat | Nu a avansat | 17  |
| Dragoș Agache     | 100 m bras    | 1:02,93    | 8          | Nu a avansat | Nu a avansat | Nu a avansat | =37 |
| Alexandru Coci    | 200 m fluture | 1:59,67    | 5          | Nu a avansat | Nu a avansat | Nu a avansat | 29  |

Feminin
| Sportivă      | Probă       | Calificare | Calificare | Semifinale   | Semifinale   | Finală       | Loc |
| Sportivă      | Probă       | Timp       | Loc        | Timp         | Loc          | Timp         | Loc |
| ------------- | ----------- | ---------- | ---------- | ------------ | ------------ | ------------ | --- |
| Camelia Potec | 200 m liber | 2:01,15    | 2          | Nu a avansat | Nu a avansat | Nu a avansat | 25  |
| Camelia Potec | 400 m liber | 4:11,43    | 6          | N/A          | N/A          | Nu a avansat | 20  |
| Camelia Potec | 800 m liber | 8:38,44    | 7          | N/A          | N/A          | Nu a avansat | 23  |

## Polo
Echipa masculină
Echipa națională de polo masculin a avut în componența:
| №  | Nume             | Poz. | Înălțime | Greutate | Data nașterii      | Clubul din 2012       |
| -- | ---------------- | ---- | -------- | -------- | ------------------ | --------------------- |
| 1  | Dragoș Stoenescu | P    | 1,96 m   | 96 kg    | 30 mai 1979        | CS Dinamo București   |
| 2  | Cosmin Radu      | C    | 1,93 m   | 110 kg   | 9 noiembrie 1981   | HAVK Mladost          |
| 3  | Tiberiu Negrean  | E    | 1,87 m   | 85 kg    | 1 septembrie 1988  | Szolnoki Vizilabda SC |
| 4  | Nicolae Diaconu  | E    | 1,80 m   | 88 kg    | 4 septembrie 1980  | CSM Digi Oradea       |
| 5  | Andrei Iosep     | E    | 1,95 m   | 99 kg    | 20 septembrie 1977 | CW Havarra            |
| 6  | Andrei Bușilă    | F    | 1,91 m   | 92 kg    | 10 noiembrie 1980  | CSM Digi Oradea       |
| 7  | Alexandru Matei  | E    | 1,95m    | 95 kg    | 31 decembrie 1980  | CS Dinamo București   |
| 8  | Mihnea Chioveanu | C    | 1,98 m   | 115 kg   | 21 august 1987     | CSM Digi Oradea       |
| 9  | Dimitri Goantă   | F    | 2,02 m   | 113 kg   | 17 iulie 1987      | SC Horgen             |
| 10 | Ramiro Georgescu | E    | 1,93 m   | 93 kg    | 27 noiembrie 1982  | Szolnoki Vizilabda SC |
| 11 | Alexandru Ghiban | C    | 1,96 m   | 96 kg    | 12 octombrie 1986  | CSM Digi Oradea       |
| 12 | Kalman Kadar     | C    | 1,90 m   | 84 kg    | 11 iunie 1979      | CSM Digi Oradea       |
| 13 | Mihai Drăgușin   | P    | 1,88 m   | 85 kg    | 5 ianuarie 1984    | CSA Steaua București  |

LEGENDĂ: C Centru | E Extremă | F Fundaș | P Portar
Antrenor: István Kovács
Jocul grupelor
| Echipă                     | MJ | V | E | Î | GM | GP | G   | Pct |
| -------------------------- | -- | - | - | - | -- | -- | --- | --- |
| Serbia                     | 5  | 4 | 1 | 0 | 69 | 38 | +31 | 9   |
| Muntenegru                 | 5  | 3 | 1 | 1 | 54 | 41 | +13 | 7   |
| Ungaria                    | 5  | 3 | 0 | 2 | 65 | 52 | +13 | 6   |
| Statele Unite ale Americii | 5  | 3 | 0 | 2 | 43 | 44 | -1  | 6   |
| România                    | 5  | 1 | 0 | 4 | 48 | 55 | −7  | 2   |
| Regatul Unit               | 5  | 0 | 0 | 5 | 28 | 77 | −49 | 0   |

| 29 iulie 2012 18:20 | Raport | România                                  | 13 – 4 | Regatul Unit | Water Polo Arena, Londra Arbitri: German Moller (ARG), Anton Bervoets (NED) |
| 29 iulie 2012 18:20 | Raport | Scorurile pe reprize: 2–1, 4–0, 3–2, 4–1 |        |              | Water Polo Arena, Londra Arbitri: German Moller (ARG), Anton Bervoets (NED) |
| 29 iulie 2012 18:20 | Raport | Diaconu 4                                | Goluri | Parker 2     | Water Polo Arena, Londra Arbitri: German Moller (ARG), Anton Bervoets (NED) |

| 31 iulie 2012 21:40 | Raport | Statele Unite ale Americii               | 10 – 8 | România | Water Polo Arena, Londra Arbitri: Dragan Stampalija (CRO), Massimiliano Caputi (ITA) |
| 31 iulie 2012 21:40 | Raport | Scorurile pe reprize: 3–3, 1-2, 3–0, 3–3 |        |         | Water Polo Arena, Londra Arbitri: Dragan Stampalija (CRO), Massimiliano Caputi (ITA) |
| 31 iulie 2012 21:40 | Raport | Varellas, Bailey 3                       | Goluri | Radu 4  | Water Polo Arena, Londra Arbitri: Dragan Stampalija (CRO), Massimiliano Caputi (ITA) |

| 2 august 2012 19:40 | Raport | România                                  | 15 – 17 | Ungaria   | Water Polo Arena, Londra Arbitri: Alan Balfanbayev (KAZ), Sergi Borrell Sanchez (SPA) |
| 2 august 2012 19:40 | Raport | Scorurile pe reprize: 4-5, 5-4, 2-5, 4-3 |         |           | Water Polo Arena, Londra Arbitri: Alan Balfanbayev (KAZ), Sergi Borrell Sanchez (SPA) |
| 2 august 2012 19:40 | Raport | Bușilă, Ghiban 3                         | Goluri  | Madaras 5 | Water Polo Arena, Londra Arbitri: Alan Balfanbayev (KAZ), Sergi Borrell Sanchez (SPA) |

| 4 august 2012 14:10 | Raport | Muntenegru                               | 12 – 8 | România           | Water Polo Arena, Londra Arbitri: Daniel Flahive (AUS), Alan Balfanbayev (KAZ) |
| 4 august 2012 14:10 | Raport | Scorurile pe reprize: 3–1, 2–1, 3–2, 4–4 |        |                   | Water Polo Arena, Londra Arbitri: Daniel Flahive (AUS), Alan Balfanbayev (KAZ) |
| 4 august 2012 14:10 | Raport | Ivović 3                                 | Goluri | Nicolae Diaconu 3 | Water Polo Arena, Londra Arbitri: Daniel Flahive (AUS), Alan Balfanbayev (KAZ) |

| 6 august 2012 15:30 | Raport | România                                  | 4 – 12 | Serbia            | Water Polo Arena, Londra Arbitri: Ulrich Spiegel (GER), Steven Rotsart (USA) |
| 6 august 2012 15:30 | Raport | Scorurile pe reprize: 0-3, 1-3, 0-4, 3-2 |        |                   | Water Polo Arena, Londra Arbitri: Ulrich Spiegel (GER), Steven Rotsart (USA) |
| 6 august 2012 15:30 | Raport | Radu, Matei, Kalman, Iosep 1             | Goluri | Mitrović, Nikić 3 | Water Polo Arena, Londra Arbitri: Ulrich Spiegel (GER), Steven Rotsart (USA) |

Echipa României a ocupat locul 10 în clasamentul general.

## Scrimă
România a avut calificați 8 scrimeri.
Masculin
| Sportiv                                                                | Probă              | Runda 1           | Runda 2                  | Runda 3                | Sfert de finală     | Semifinală              | Finală / FM            | Loc |
| Sportiv                                                                | Probă              | Adversar Scor     | Adversar Scor            | Adversar Scor          | Adversar Scor       | Adversar Scor           | Adversar Scor          | Loc |
| ---------------------------------------------------------------------- | ------------------ | ----------------- | ------------------------ | ---------------------- | ------------------- | ----------------------- | ---------------------- | --- |
| Radu Dărăban                                                           | Floretă individual | Choi (HKG) C 15-8 | Aspromonte (ITA) P 11-15 | Nu a avansat           | Nu a avansat        | Nu a avansat            | Nu a avansat           | =17 |
| Tiberiu Dolniceanu                                                     | Sabie individual   | N/A               | Homer (USA) P 11-15      | Nu a avansat           | Nu a avansat        | Nu a avansat            | Nu a avansat           | =17 |
| Rareș Dumitrescu                                                       | Sabie individual   | N/A               | Boiko (UKR) C 15-12      | Buikevici (BLR) C 15-6 | Homer (USA) C 15-13 | Occhiuzzi (ITA) P 11-15 | Kovaliov (RUS) P 10-15 | 4   |
| Florin Zalomir                                                         | Sabie individual   | N/A               | Abedini (IRI) C 15-7     | Bon-gil (KOR) P 12-15  | Nu a avansat        | Nu a avansat            | Nu a avansat           | =17 |
| Tiberiu Dolniceanu Rareș Dumitrescu Alexandru Sirițeanu Florin Zalomir | Sabie pe echipe    | N/A               | N/A                      | N/A                    | China C 45-30       | Rusia C 45-43           | Coreea de Sud P 26-45  | 2   |

Feminin
| Sportiv                                                   | Probă            | Runda 1       | Runda 2                | Runda 3                       | Sfert de finală         | Semifinală                  | Finală / FM                   | Loc |
| Sportiv                                                   | Probă            | Adversar Scor | Adversar Scor          | Adversar Scor                 | Adversar Scor           | Adversar Scor               | Adversar Scor                 | Loc |
| --------------------------------------------------------- | ---------------- | ------------- | ---------------------- | ----------------------------- | ----------------------- | --------------------------- | ----------------------------- | --- |
| Ana Maria Brânză                                          | Spadă individual | PAS           | Hsu (TPE) C 15-8       | Șemiakina (UKR) P 13-14       | Nu a avansat            | Nu a avansat                | Nu a avansat                  | =9  |
| Simona Gherman                                            | Spadă individual | PAS           | Lawrence (GBR) C 15-9  | Flessel-Colovic (FRA) C 15-13 | Șemiakina (UKR) P 14-15 | Nu a avansat                | Nu a avansat                  | =5  |
| Anca Măroiu                                               | Spadă individual | PAS           | Krîvîțka (UKR) C 15-10 | Sivkova (RUS) C 15-11         | A-lam (KOR) P 14-15     | Nu a avansat                | Nu a avansat                  | =5  |
| Ana Maria Brânză Loredana Dinu Simona Gherman Anca Măroiu | Spadă pe echipe  | N/A           | N/A                    | N/A                           | Coreea de Sud P 38-45   | Locurile 5-8 Italia C 45-38 | Locurile 5-6 Germania P 36-45 | 6   |
| Bianca Pascu                                              | Sabie individual | N/A           | Zhu (CHN) P 10-15      | Nu a avansat                  | Nu a avansat            | Nu a avansat                | Nu a avansat                  | =17 |

## Tenis
Masculin
| Sportiv                  | Probă      | Runda 1                 | Runda 2                                  | Runda 3       | Sferturi de finală | Semifinale    | Finală        | Loc |
| Sportiv                  | Probă      | Adversar Scor           | Adversar Scor                            | Adversar Scor | Adversar Scor      | Adversar Scor | Adversar Scor | Loc |
| ------------------------ | ---------- | ----------------------- | ---------------------------------------- | ------------- | ------------------ | ------------- | ------------- | --- |
| Adrian Ungur             | Individual | Müller (LUX) P 3-6, 3-6 | Nu a avansat                             | Nu a avansat  | Nu a avansat       | Nu a avansat  | Nu a avansat  | =33 |
| Horia Tecău Adrian Ungur | Dublu      | N/A                     | Nestor / Pospisil (CAN) P 3-6, 6-7(9-11) | Nu au avansat | Nu au avansat      | Nu au avansat | Nu au avansat | =17 |

Feminin
| Sportivă                    | Probă      | Runda 1                        | Runda 2                                    | Runda 3       | Sferturi de finală | Semifinale    | Finală        | Loc |
| Sportivă                    | Probă      | Adversar Scor                  | Adversar Scor                              | Adversar Scor | Adversar Scor      | Adversar Scor | Adversar Scor | Loc |
| --------------------------- | ---------- | ------------------------------ | ------------------------------------------ | ------------- | ------------------ | ------------- | ------------- | --- |
| Irina-Camelia Begu          | Individual | Azarenka (BLR) P 1-6, 6-3, 1-6 | Nu a avansat                               | Nu a avansat  | Nu a avansat       | Nu a avansat  | Nu a avansat  | =33 |
| Sorana Cîrstea              | Individual | Pennetta (ITA) P 2-6, 6-4, 2-6 | Nu a avansat                               | Nu a avansat  | Nu a avansat       | Nu a avansat  | Nu a avansat  | =33 |
| Simona Halep                | Individual | Șvedova (KAZ) P 4-6, 2-6       | Nu a avansat                               | Nu a avansat  | Nu a avansat       | Nu a avansat  | Nu a avansat  | =33 |
| Sorana Cîrstea Simona Halep | Dublu      | N/A                            | S. Williams / V. Williams (USA) P 3-6, 2-6 | Nu au avansat | Nu au avansat      | Nu au avansat | Nu au avansat | =17 |

## Tenis de masă
România a calificat trei atleți pentru probele sportive de tenis de masă: Adrian Crișan s-a calificat la proba de individual masculin, iar Daniela Dodean și Elizabeta Samara s-au calificat la proba de individual feminin.
| Sportiv          | Probă               | Rundă preliminatorie | Runda 1             | Runda 2             | Runda 3               | Runda 4             | Sferturi de finală | Semifinale        | Finală            | Loc |
| Sportiv          | Probă               | Adversar Rezultat    | Adversar Rezultat   | Adversar Rezultat   | Adversar Rezultat     | Adversar Rezultat   | Adversar Rezultat  | Adversar Rezultat | Adversar Rezultat | Loc |
| ---------------- | ------------------- | -------------------- | ------------------- | ------------------- | --------------------- | ------------------- | ------------------ | ----------------- | ----------------- | --- |
| Adrian Crișan    | Individual masculin | N/A                  | N/A                 | N/A                 | Zhiwen He (ESP) C 4-2 | Boll (GER) C 4-1    | Chuang (TPE) P 0-4 | Nu a avansat      | Nu a avansat      | =5  |
| Daniela Dodean   | Individual feminin  | N/A                  | Bilenko (UKR) C 4-3 | Ding (CHN) P 0-4    | Nu a avansat          | Nu a avansat        | Nu a avansat       | Nu a avansat      | Nu a avansat      | =9  |
| Elizabeta Samara | Individual feminin  | N/A                  | N/A                 | Meshref (EGY) C 4-1 | Yana Tie (CHN) C 4-2  | Jiao Li (NED) P 2-4 | Nu a avansat       | Nu a avansat      | Nu a avansat      | =17 |

## Tir
Masculin
| Sportiv         | Probă                    | Calificări | Calificări | Finală | Finală |
| Sportiv         | Probă                    | Puncte     | Loc        | Puncte | Loc    |
| --------------- | ------------------------ | ---------- | ---------- | ------ | ------ |
| Alin Moldoveanu | Pușcă aer comprimat 10 m | 599        | 2 C        | 702,1  | 1      |

Feminin
| Sportivă        | Probă | Calificări | Calificări | Finală       | Finală       |
| Sportivă        | Probă | Puncte     | Loc        | Puncte       | Loc          |
| --------------- | ----- | ---------- | ---------- | ------------ | ------------ |
| Lucia Mihalache | Skeet | 65         | 12         | Nu a avansat | Nu a avansat |

## Legături externe
Materiale media legate de România la Jocurile Olimpice de vară din 2012 la Wikimedia Commons
- Echipa olimpică a României Arhivat în 14 noiembrie 2021, la Wayback Machine. la Comitetul Olimpic si Sportiv Român
- en  Romania at the 2012 Summer Olympics la Olympedia.org